# Коледна музика
Коледна музика е музиката, която се изпълнява около коледните и новогодишни празници. Коледната песен е песен или химн на тема Коледа, която традиционно се пее на самата Коледа или по време на останалите коледните празници. Коледната музика включва разнообразие от музикални жанрове, които редовно се изпълняват или слушат през коледния сезон. Музиката, свързана с Коледа, може да бъде чисто инструментална, със съпровод или акапела, с текстове, чиято тематика варира от Рождество на Исус Христос до веселие и подаряване на подаръци, включително с културни фигури като Дядо Коледа. Много песни просто имат зимна или сезонна тема или са приети в канона по други причини.

## Галерия
- Група изпълнители на коледни песни в Бангалор, Индия
- Деца, които пеят коледни песни
- Духов оркестър, който свири коледни песни